# Ujung Padang (Kluet Selatan)
Ujung Padang is een bestuurslaag in het regentschap Aceh Selatan van de provincie Atjeh, Indonesië. Ujung Padang telt 376 inwoners (volkstelling 2010).